# Veikko Aaltona
Veikko Aaltona, (fram till 1942 Pälve) född 1 december 1910 i Simo, död 20 april 1990, var en finländsk målare främst verksam i Sverige. Han var en av de mer kända så kallade hötorgskonstnärerna. Veikko Aaltona har målat ett mycket stort antal målningar, oftast exotiska landskap med kameler och palmer eller vagt bibliska gestalter. Färgen är pastost pålagd med målarkniv. Ljusintensitet uttrycks genom användande av rent kadmiumgult. Hans målningar är vanligt förekommande på auktioner med varierande slutpriser från ett par hundra kronor upp till $6000 för mer ovanliga motiv.

## Biografi

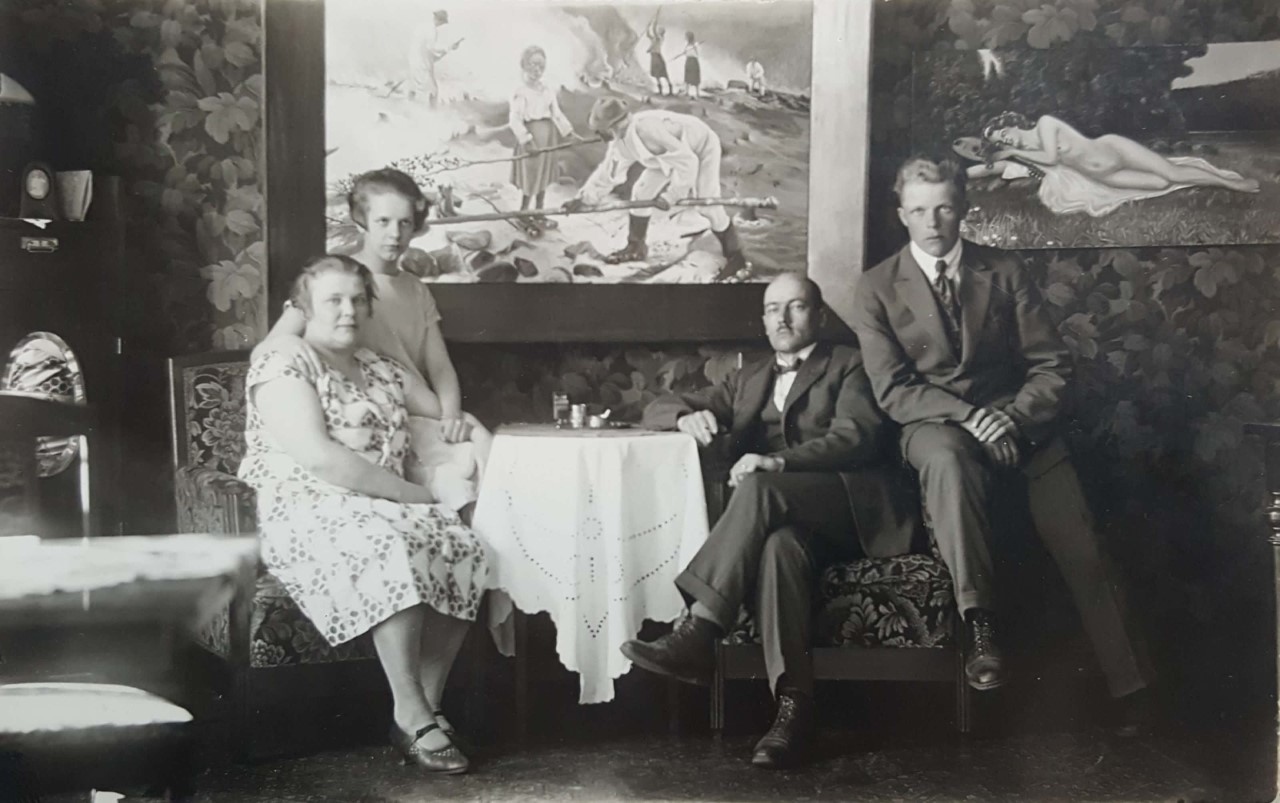
Familjefoto från 30-talet, Aaltonas föräldrar samt två syskon. I bakgrunden tavlor målade av Ernst.

### Barndom
Veikko Aaltona föddes 1910 i Simo i Finska Lappland till kontorist Ernst Leonard Pälve (Mahlberg) och Anna Valpuri Saarela. Aaltonas pappa var även han konstnär men målade mest på fritiden. Ernst målade både kopior på kända verk (bl.a Trälar under penningen) och egna verk med varierande motiv, då med signatur E.L. Pälve. Aaltona blev under sin uppväxt upplärd av sin fader i att måla. I familjen fanns tre syskon.

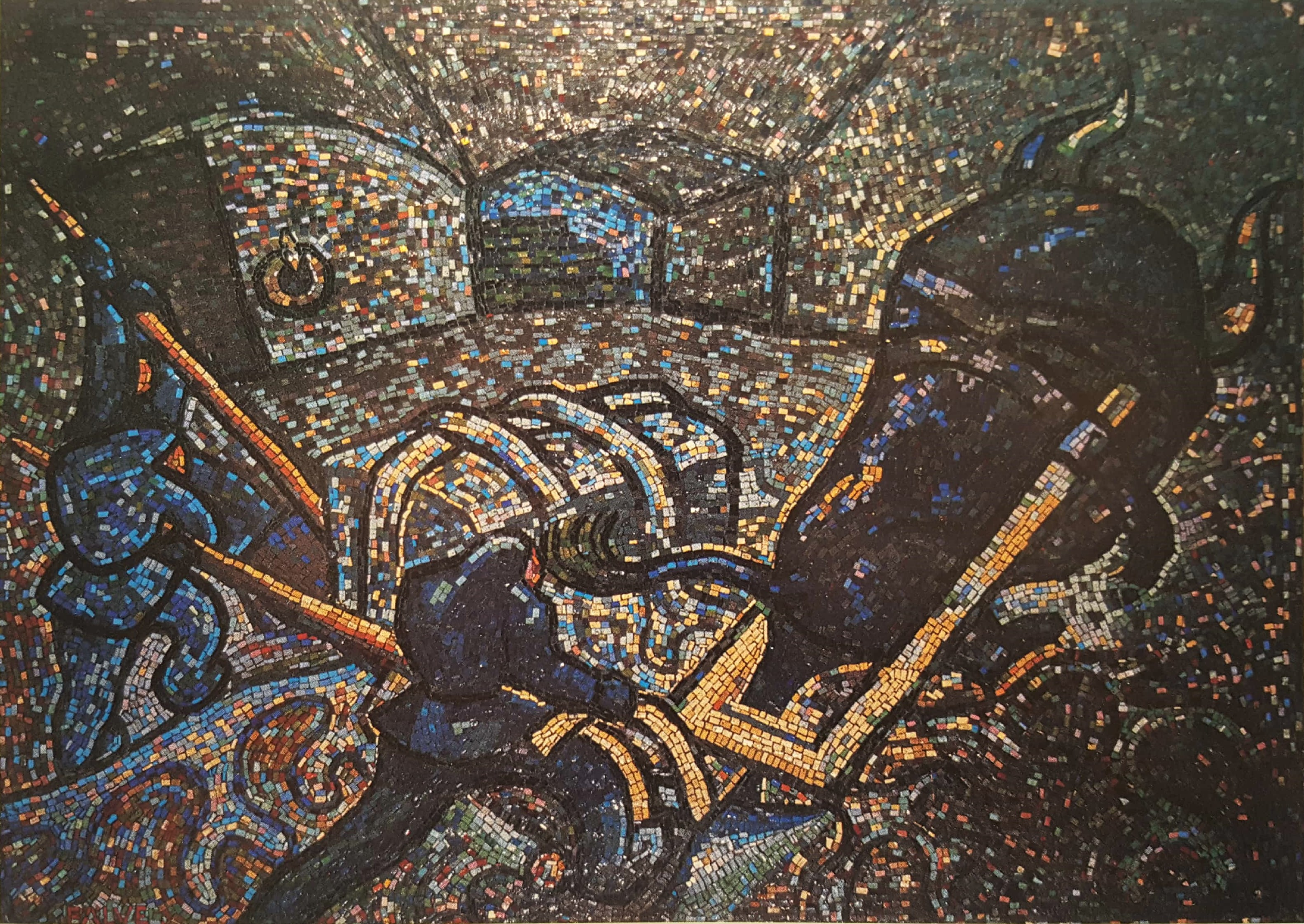
Veikko Aaltonas mosaikverk - Sammon haku Pohjolan Kivimäestä, 1940.

### Studier
Aaltonas studier började när han mellan 1927 och 1932, som 17 år gammal, utbildade sig till folkskollärare på Kajaanin Seminaari (n.v. Kajaanin Yliopistokeskus) (eng. Kajaani University Consortium).  Två år senare bestämde sig Aaltona för att studera konst, vilket han påbörjade mellan 1934 och 1936 på Konstuniversitetets Bildkonstakademi i Helsingfors. Samma år som han avslutade studierna i Finland reste han till Italien. Där läste han mellan åren 1936-1939 på Accademia di Belle Arti i Florens och Venedig. I Florens läste han på avdelningen La scuola del Nudo och i Venedig på avdelningen för Decorazione, där han lärde sig att behärska mosaikteknik. Mellan 1946 och 1947 avslutade han sina studier på Konstakademien i Stockholm.

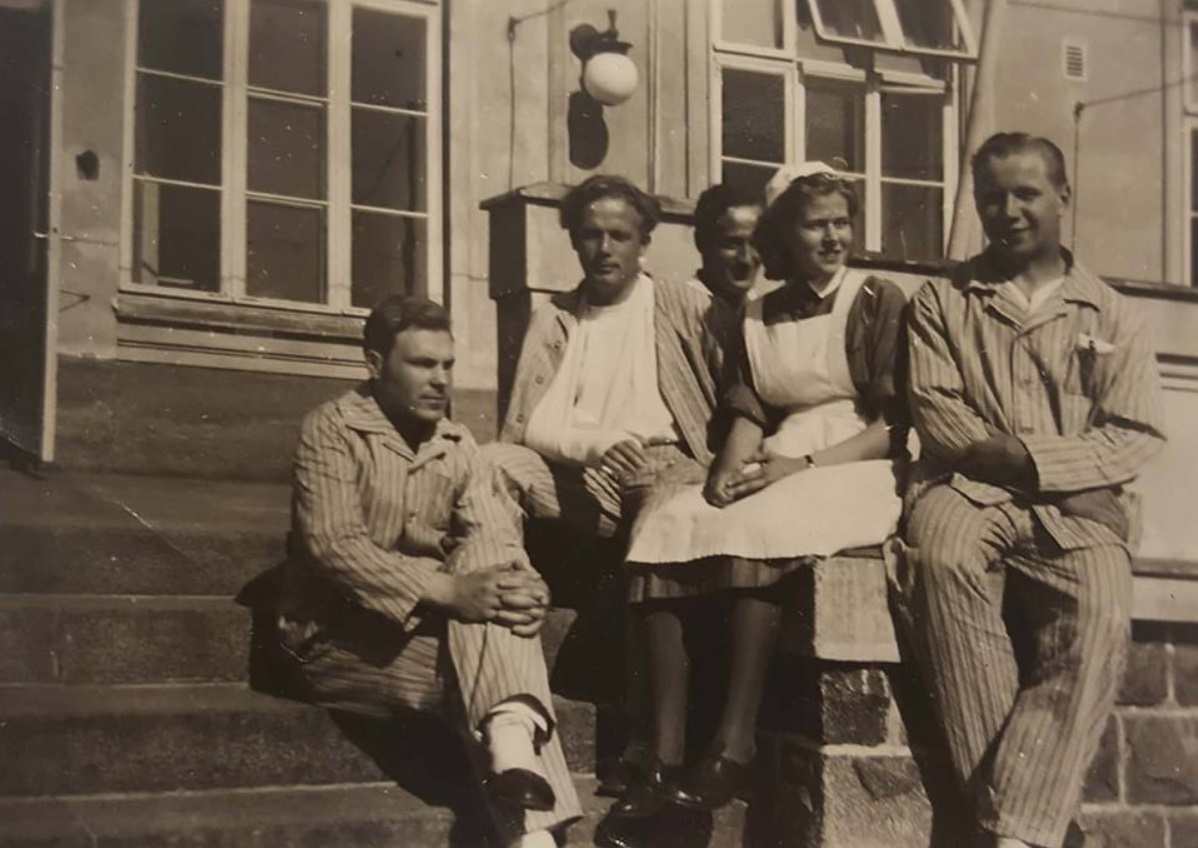
Veikko Aaltona (andra fr. v.) med skottskadad hand sommaren 1942, Viborg.

### Liv och karriär

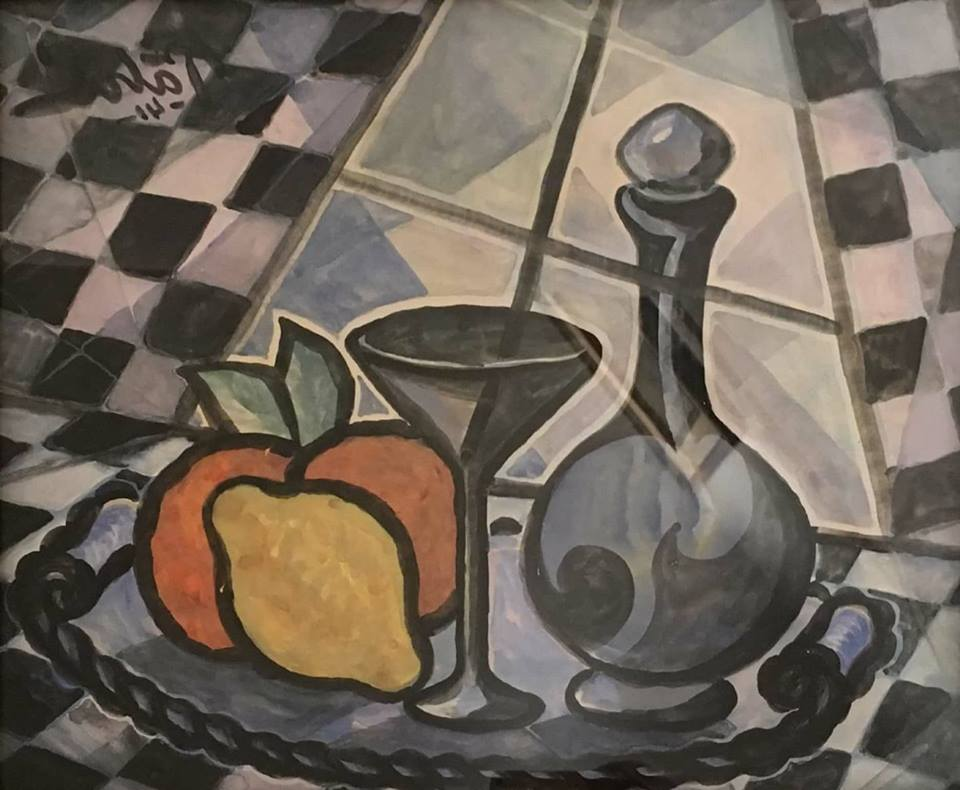
Stilleben, Gouache. Spegelvänd signatur, Pälve - 41

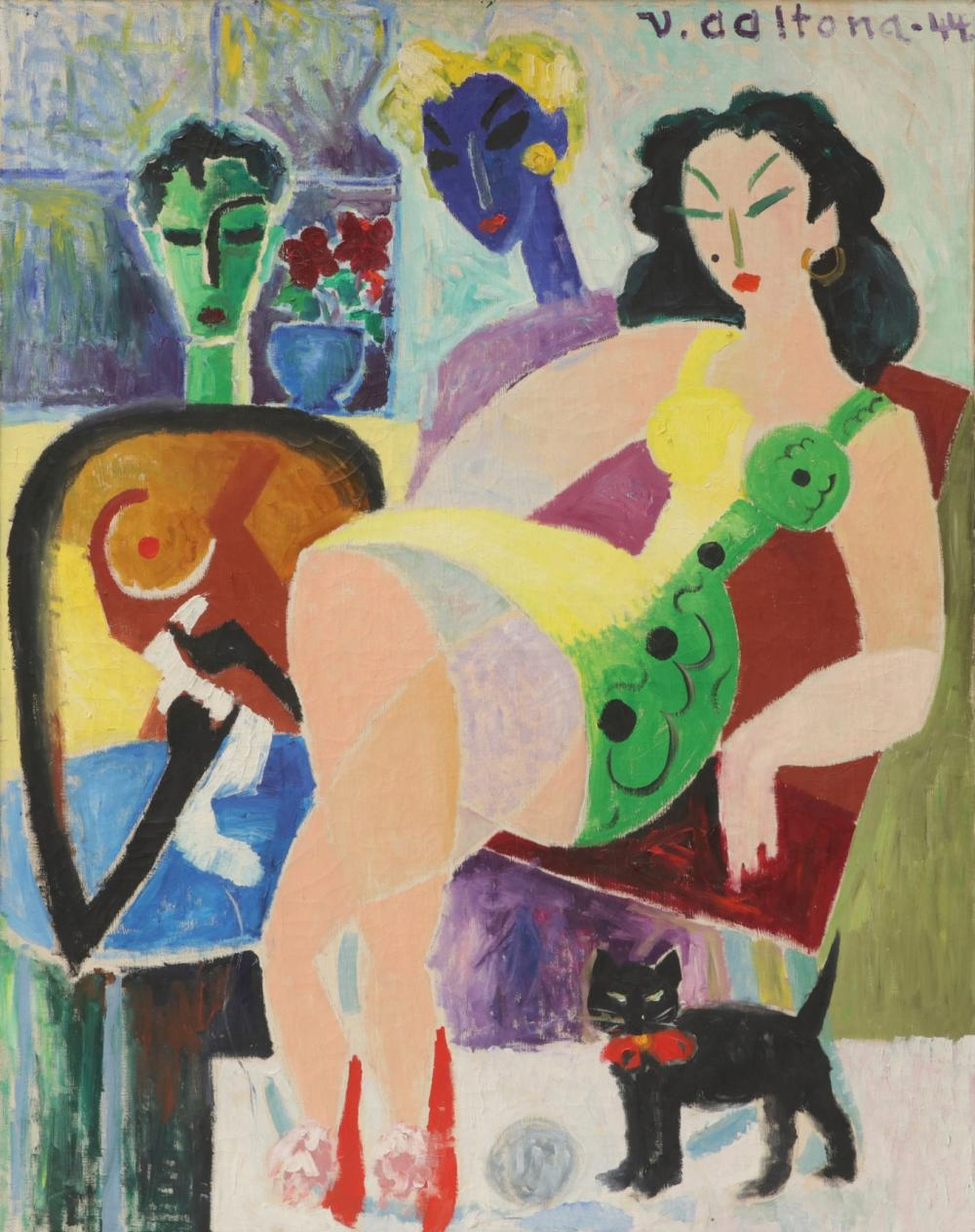
Kvinnan i stolen, kubistisk expressionism, v.aaltona - 44

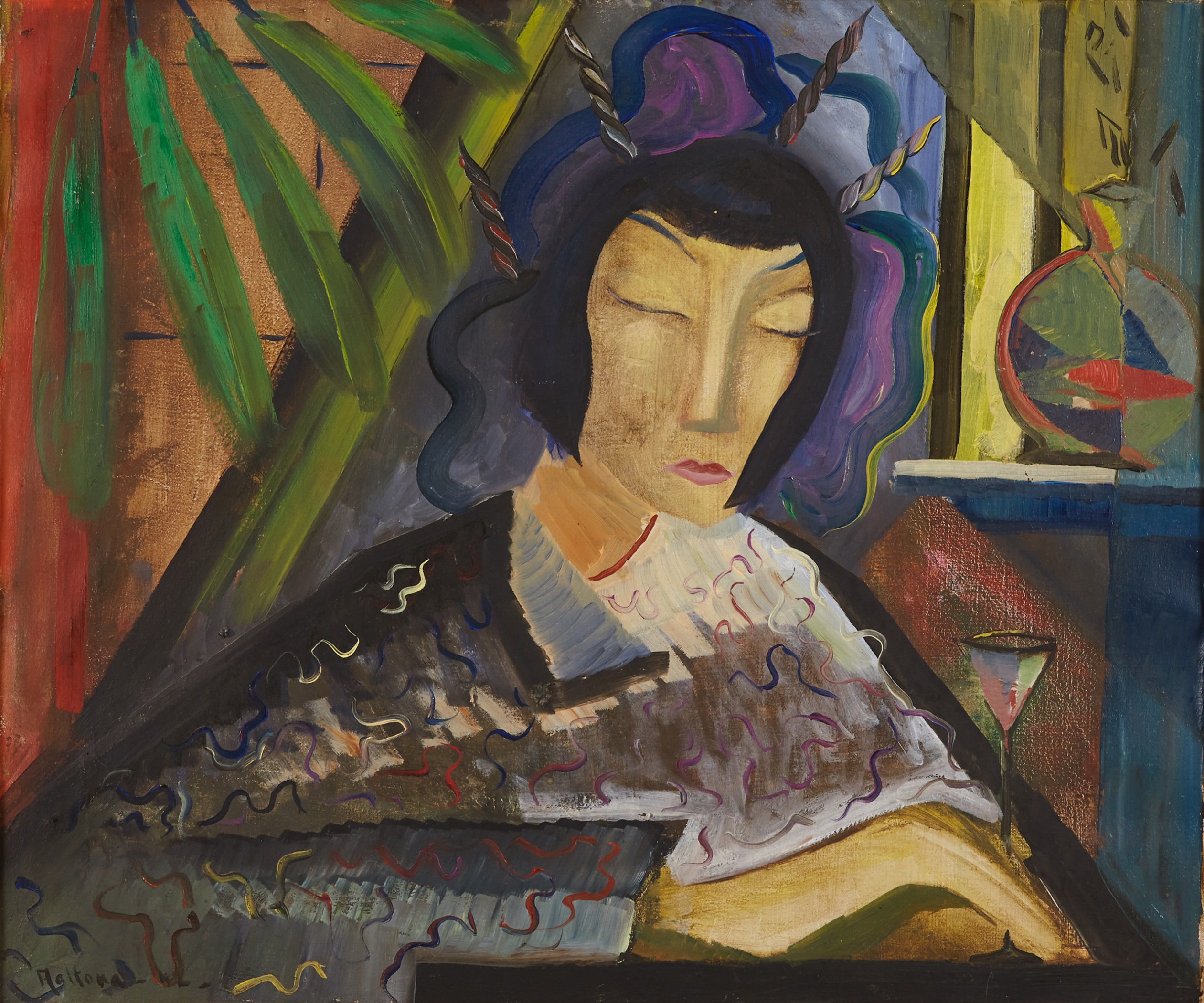
Kvinnoporträtt, signerat Aaltona - 42.

Under studierna i Florens träffade Aaltona den polska författaren och konstnären Eleonora Hofstein (ibland felaktigt Gofstein). Det unga paret förlovade sig 1937 i Florens och gifte sig sedan 1939 i Polen. Samma år föddes deras son i Grodno och när andra världskriget bröt ut lämnade Aaltona sin familj i Polen för att delta i det finska vinterkriget. 1940 återförenades familjen i Finland där Aaltona hade sin första utställning i Helsingfors. Under utställningen i Helsingfors Konsthall ställde han ut fyra verk, däribland ett större mosaikverk (210x150cm) som visar en berättelse ur det finska nationaleposet Kalevala. För detta mosaikverk blev han uppmärksammad i finsk press. Ett av de andra verken i samma utställning var "Maisema Kainuusta" (landskap från Kainu) för vilket han blev tilldelad Finska Konstföreningens Dukatpris.
I början på 1940-talet så var Aaltona aktiv med utställningar i hans föräldrars hemstad Uleåborg där han även under en tid bedrev en konstskola vid namn Oulun vapaa taidekoulu (Uleåborgs fria konstskola) samt även fortsättningsvis hade utställningar i Helsingfors. Efter att ha blivit inkallad i fortsättningskriget 1941 som artillerist så blir Veikko följande år krigsskadad med splitter i ena knät samt en skottskadad hand. 1942 byter Veikko efternamn till Aaltona och fram till 1945 har han fyra stycken soloutställningar i Finland. Utöver detta medverkar han i ett stort antal utställningar i Helsingfors fram till 1946 då han flyttar till Stockholm. 
I samband med Stockholmsflytten skiljer sig Aaltona och 1948 gifter han sig med grevinnan Kjersti Gunhild Viktoria Larsson (1909-1970). Året därpå har Aaltona en soloutställning på Stureplan i Stockholms-tidningens utställningshall mellan 1 och 28 september där han visar upp 88 stycken oljemålningar av framförallt religiösa motiv. Under utställningen får han sålt totalt 62st av målningarna. Aaltonas tavlor har vid den här tidpunkten tydligt ändrat karaktär från de objekt han visade upp i början av 40-talet i Helsingfors. I utställningskatalogens förord från 1949 skriver Aaltona följande: 
"...Åskådaren kan fråga varför jag målar ett landskap utan detaljer eller så att jag målmedvetet deformerar vissa linjer och ytor, eller varför jag använder olika färger som kan förefalla främmande för ett öga som vant sig vid exakt återgivning av omvärlden. Mitt svar är enkelt: jag vill skapa en tavla som är konstverk i målerisk betydelse. Jag bortser från onödiga detaljer så långt det går och jag ger så mycket form som jag anser vara oundgängligen nödvändigt."

## Övrigt

### Kritik
Till skillnad från en del, bortsett från signaturer, anonyma hötorgskonstnärer som massproducerade i hemmet och avyttrade sina målningar genom förlagsverksamhet så ville Aaltona framstå som en målare med konstnärliga ambitioner. Trycksaker som marknadsförde Aaltona innefattar en lång rad av belöningar och utmärkelser målaren skall ha tilldelats. Dessa delades ut av företag i Italien som i princip tog betalt för att utfärda intyg på dessa utmärkelser. Utifrån karaktären på Aaltonas serietillverkade måleri så är det inte heller troligt att utmärkelserna kommer från seriösa konstnärliga sammanhang. I sin marknadsföring presenterade Aaltona en lista över det stora antal privata samlingar han påstod sig vara representerad i, något som kan ifrågasättas. Som marknadsföring användes även en "monografi", tillika ett beställningsarbete, där Aaltona beskrivs som representant för det nordiska måleriet och nämns i samma sammanhang som berömda målare som Anders Zorn och Carl Larsson.

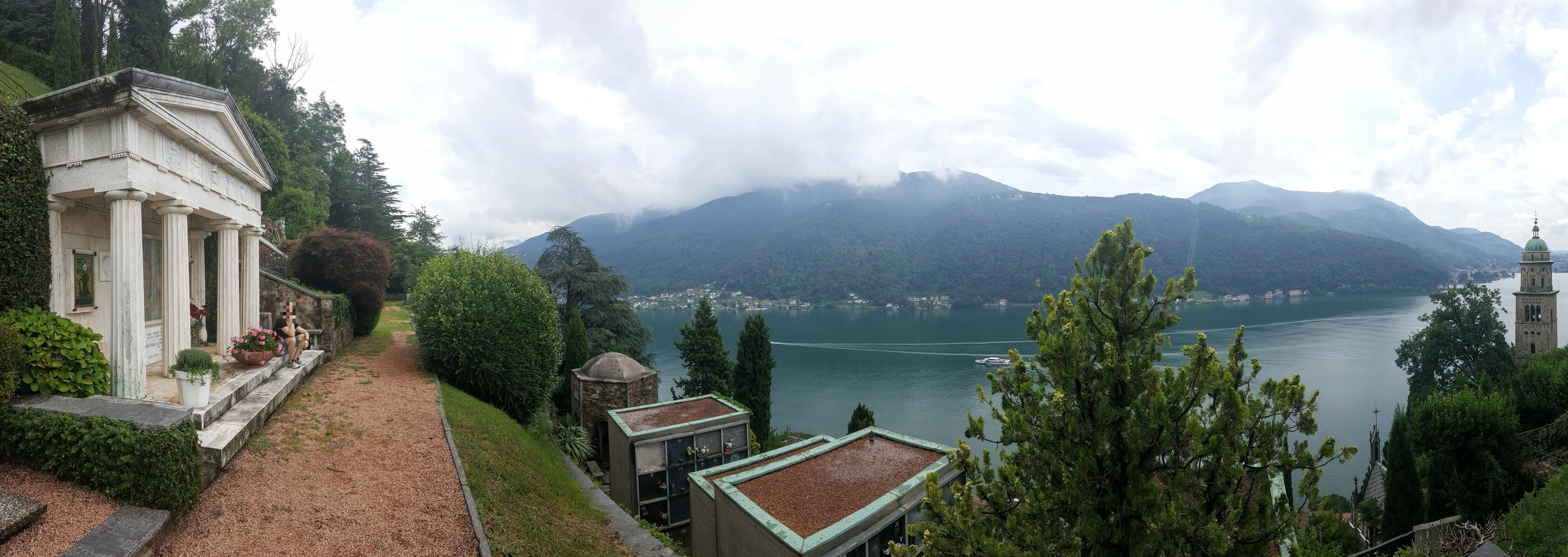
Veikko Aaltona's grav i Morcote, Schweiz där han begravdes 1990. Här finns även Veikkos andra fru, Kjersti begraven.